# René Rindlisbacher
 (mars 2024).
Si vous disposez d'ouvrages ou d'articles de référence ou si vous connaissez des sites web de qualité traitant du thème abordé ici, merci de compléter l'article en donnant les références utiles à sa vérifiabilité et en les liant à la section « Notes et références ».
René Rindlisbacher, né le 27 avril 1963, est un animateur et de télévision suisse.
Il a présenté l’émission Die Millionen-Falle.